# 薩爾瓦托雷·薩貝拉
薩爾瓦托雷·薩貝拉（Salvatore Sabella，義大利語發音：[salvaˈtoːre saˈbɛlla]，1891年7月7日—1962年）是一名意大利出生的1920年代費城犯罪家族老大。

## 早年
薩貝拉於1891年7月7日出生在西西里島的戈爾福海堡，他在年少時成為一位屠夫的學徒。1905年，14歲的薩貝拉厭倦了應付屠夫的暴力發泄，便將他殺害。1908年，薩貝拉被判謀殺屠夫的罪名成立，被關進意大利米蘭的監獄三年。在獄中或出獄後的某個時刻，薩貝拉卷進了西西里島黑手黨。出獄後，薩貝拉離開意大利前往美國，顯然是當非法移民。1912年，薩貝拉來到紐約市的布魯克林，並加入了由許多其他戈爾福海堡移民組成的薩爾瓦托雷·達奎拉犯罪組織。在接下來的幾年間，黑幫Giuseppe Traina培養薩貝拉，以便薩貝拉將來在該組織中擔當角色。

## 費城黑幫老大
1919年，薩貝拉被派往費城，要建立一個戈爾福海堡西西里犯罪組織。薩貝拉開始了橄欖油和乳酪的生意，以及開了一間軟飲料的咖啡館，當作一個幌子。然而，他真正的職業是建立家族，並保護其運作不受其他罪犯的影響。薩貝拉訓練未來的黑幫老大John Avena和安傑洛·布魯諾來管理這個家族。1925年，薩貝拉是謀殺敵對黑幫李歐·朗茲塔的嫌疑人。1927年5月30日，費城犯罪組織的兩名造反成員Vincent Cocozza和Joseph Zanghi在費城街角被槍殺。Zanghi的兄弟Anthony為警方提供足夠的證據，起訴薩貝拉殺害他們。薩貝拉被無罪，但當局發現他是一名非法居留者。1927年底，薩貝拉被驅逐到西西里島，Avena成為代理老大。

## 卡斯泰拉姆馬雷戰爭
薩貝拉被驅逐後，在紐約爆發了卡斯泰拉姆馬雷戰爭，這是由傳統黑幫老大薩爾瓦托雷·馬蘭扎諾指揮的戈爾福海堡幫派（又稱卡斯泰拉姆馬雷）以及由朱塞佩·「喬老大」·馬塞里亞指揮的那不勒斯幫派之間的戰爭。雙方在數年內進行黑社會屠殺。作為戈爾福海堡移民，薩貝拉與馬蘭扎諾結盟。1929年，薩貝拉回到美國後，他與9名槍手暫時遷往紐約，為馬蘭扎諾作戰。1931年4月15日，隨著馬塞里亞被殺掉而結束了戰爭。此時，薩貝拉回到費城，並重新控制他的家族。

## 退休與逝世
1931年，薩貝拉因使用汽車進行攻擊和毆打而被捕。同年，40歲的薩貝拉從犯罪組織中退休，並將家族的控制權永久地交給了Avena。薩貝拉退休的原因尚不清楚；最近的卡斯泰拉姆馬雷戰爭的大屠殺可能促使他為了自身安全而退出。
據報道，薩貝拉搬到賓夕凡尼亞州的諾里斯敦，在那裡他擔任多年的屠夫工作。1962年，薩貝拉因自然原因而去世。

## 外部連結
- American Mafia.com - 26 Mafia Cities: Philadelphia, PA （页面存档备份，存于） by Mario Machi 1999
- The American Mafia - Salvatore Sabella （页面存档备份，存于）
- Mafia Chronology - Section II (1900–1919) （页面存档备份，存于）
- Mafia Chronology - Section III (1920–1931) （页面存档备份，存于）